# Argelès-Gazost
Argelès-Gazost là một xã trong vùng hành chính Occitanie, thuộc tỉnh Hautes-Pyrénées, quận Argelès-Gazost, tổng Argelès-Gazost. Tọa độ địa lý của xã là 43° 00' vĩ độ bắc, 00° 05' kinh độ đông. Argelès-Gazost nằm trên độ cao trung bình là 460 mét trên mực nước biển, có điểm thấp nhất là 412 mét và điểm cao nhất là 600 mét. Xã có diện tích 3,05 km², dân số vào thời điểm 1999 là 3241 người; mật độ dân số là 1063 người/km².

## Thông tin nhân khẩu
| 1962  | 1968  | 1975  | 1982  | 1990  | 1999  |
| ----- | ----- | ----- | ----- | ----- | ----- |
| 3.414 | 3.629 | 3.455 | 3.304 | 3.229 | 3.241 |